# Yan Shixan

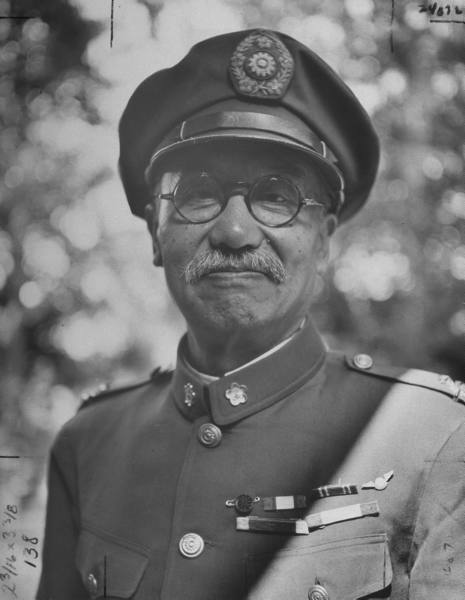
Yan Xishan amb l'uniforme del Kuomintang (1947)

  Yan Shixan  (xinès: 阎锡山)  (Dingxiang County, 8 d'agost de 1883 - Taipei, 23 de maig de 1960) fou un militar i senyor de la guerra que tenia el seu camp d'acció a la seva província natal i va estar al servei del govern republicà xinès. Com a polític va tenir càrrecs de responsabilitat com el de primer ministre de la República a Taiwan.

## Biografia
La seva formació militar la rebre a la Xina i més endavant va ingressar a l'Acadèmia Imperial Militar al Japó. En aquest país va contactar amb la Tongmenghui, associació de conspiradors contraris a la dinastia Qing vinculada amb Sun Yat-sen. Quan esclatà el moviment republica a la Xina el 1911, Yan va prendre el control del poder a Shanxi (pràcticament des del 1916 al 1949, ja que a la mort de Yuan Shikai, el juny de 1916, era l'home fort i el govern central no tenia les forces suficients per a sotmetre'l. A diferència del que va passar a altres zones evità una guerra civil. Va participar en l'Expedició del Nord del Kuomintang destinada a unificar el país.
Governà de manera dictatorial mitjançant el seu exèrcit. Va crear el seu propi partit (l'Associació Democràtica Revolucionària). Malgrat haver jurat fidelitat, el 1925, al govern de Chiang Kai-shek es va unir al grup format per Feng Yuxiang, Li Zongren i Wang Jingwei que intentava expulsar Chiang Kai-shek del poder. Retirat davant la pressió nacionalista, a l'inici dels anys 30 del segle passat, tornà a controlar Shanxi i, per tal de frenar els avenços, s'adoptaren una sèrie de reformes i va realitzar obres públiques. També prohibí l'embenat dels peus de les nenes i lluità contra el consum de l'opi.
En l'Incident de Xian va donar suport a Zhang Xueliang quan aquest, el 1936, va fer presoner Chiang Kai-shek per forçar-lo a arribar a un acord amb els comunistes.
Durant la Segona Guerra Sinojaponesa va lluitar contra els intents dels nipons a envair Shanxi però se li ha criticat el seu paper ambigu (contraposant l'avenç de les tropes de Mao amb l'ocupació parcial de l'exèrcit imperial estranger). Durant la guerra civil entre el Kuomintang i els comunistes i els seus aliats va resistir fins al darrer moment. Fugí a Taiwan (via Nanjing) on es van fer forts els partidaris de Chiang Kai-shek, enduent-se el tresor provincial (1949). A Taiwan va ser primer ministre de la República de la Xina des del 3 de juny de 1948 fins al 7 de març de 1950. Va morir a Taipei el 1960.